# マレンゴ

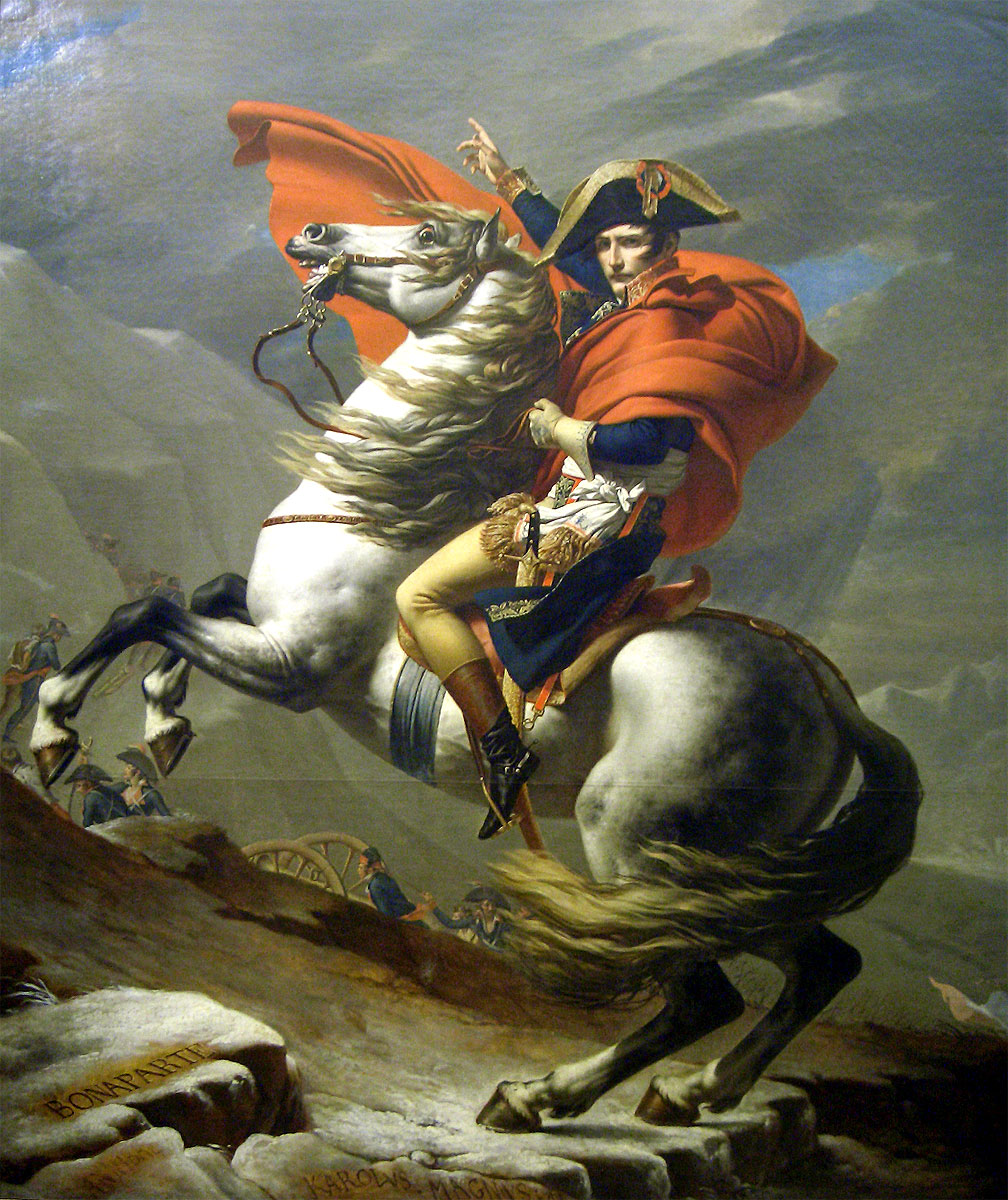
ジャック＝ルイ・ダヴィッドによる「アルプス越えのナポレオン」（1801年作）
描かれている馬はマレンゴだが、悪路を走破する必要から実際はラバに乗っていたとされる。

マレンゴ（Marengo、1793年 - 1831年）は、ナポレオン・ボナパルトの愛馬。体高145cmの純血アラブ種の牡馬で、1799年にエジプトからフランスに連れて来られナポレオンの持ち馬となった。名前はマレンゴの戦いに由来する。毛色は芦毛で目立つため戦場向きではなかったが、ナポレオンは芦毛を好む男だった。
並はずれた名馬で足が速く、戦場の喧噪にも動じなかった。伝説によれば、朝の飼い葉前の運動で50マイル (80Km) 、食後の運動に5時間で80マイル (128Km) を走破したという。小柄な体に8度の戦傷を負いながらも幾多の戦場を駆け、1805年のアウステルリッツの戦い、1806年のイェーナの戦い、1809年のヴァグラムの戦い、さらには1815年のワーテルローの戦いでナポレオンを乗せた。ワーテルローでナポレオンが敗れると戦利品として捕えられ、イギリスに連れて行かれた。27歳のときにイーリー近郊のニュー・バーンズで種牡馬となったのち、馬としては高齢の38歳で死んだ。現在、骨格がイギリスの国立陸軍博物館に収蔵されている。